# Secret AiPri
Secret AiPri (ひみつのアイプリ?, Himitsu no AiPuri) è un media franchise giapponese prodotto da Takara Tomy, spin-off di Waccha PriMagi!. Consiste in due videogiochi arcade lanciati nel 2024 e in una serie televisiva anime prodotta da OLM e andata in onda su TV Tokyo dal 7 aprile 2024. Le esibizioni sono realizzate utilizzando l'animazione al computer. In Italia la prima stagione è stata pubblicata dal 17 aprile 2024 al 30 marzo 2025 in versione sottotitolata e in simulcast sul canale Anime Generation di Prime Video con il nome Secret AiPri - Il grande segreto di Himari e Mitsuki.

## Trama
"AiPri Verse" è un mondo segreto dove chiunque può diventare una "AiPri", abbreviazione del termine "Idol Princess", indossando abiti e trucchi scintillanti durante delle esibizioni di canto e ballo dal vivo.

### Prima stagione
Himari Aozora e Mitsuki Hoshikawa sono due migliori amiche e studentesse al primo anno delle scuole medie presso l'Accademia Privata Paradise. Nonostante la sua timidezza, il sogno più grande di Himari è quello di poter fare il suo debutto da Idol Princess per poter avere 10.000 amici. Un giorno, improvvisamente, Himari trova un AiPri Bracelet e viene trasportata nel mondo di AiPri Verse, dove si esibisce facendo il suo debutto. Poiché la sua identità di idol deve rimanere un segreto non può nemmeno dirlo a Mitsuki, anche lei in realtà segretamente una idol. Grazie alla guida delle idol del consiglio studentesco dell'accademia e al sostegno della misteriosa idol Tsumugi Suzukaze, le due collaboreranno per trovare tutti gli Outfit Grand Prix leggendari e far avverare la leggenda dell'AiPri Verse.

### Seconda stagione
È iniziato un nuovo anno scolastico e Himari e Mitsuki ora frequentano la seconda media presso l'Accademia Privata Paradise. La scuola si riempie di nuove matricole e anche l'AiPri Verse vede il debutto di nuove idol. Ora tutte le AiPri ambiscono ad ottenere le nuove trasformazioni Viralium Change e a diventare una Eternal AiPri. Per farlo dovranno partecipare all'AiPri Contest organizzato dalla misteriosa principessa Ring Clover, che sembra nascondere un grande segreto.

## Personaggi

### Principali
Himari Aozora (青空 ひまり?, Aozora Himari)
Doppiata da: Minori Fujidera (ed. giapponese)
Protagonista della serie assieme alla migliore amica Mitsuki, durante la prima stagione frequenta la prima media all'Accademia Privata Paradise, per poi passare in seconda durante la seconda stagione. È una ragazza positiva e piena di energia ma anche molto timida e sensibile. Il suo sogno è quello di avere 10.000 amici e ha sempre desiderato di diventare una Idol Princess sin da quando era bambina. È considerata dal consiglio studentesco un vero talento, tanto che già alla sua prima esibizione Himari riesce ad attivare la rara modalità Viralium Change. Proprio per questo Sakura e gli altri membri decidono di lanciare la sua carriera da AiPri per poter osservarla da vicino e farle esprimere il suo vero potenziale. Sa correre molto velocemente quando gioca a dodgeball. Quando era molto piccola era cagionevole di salute e quindi viveva con il padre su di un'isola, dove conobbe la rana Zompettaro (ピョコ太郎?, Pyokotaro) e la sua coniglietta di pezza Mugi. Alla fine della prima stagione diventa una Star AiPri e una Princess AiPri assieme a Mitsuki. Con Mitsuki e Chii condivide la carica di presidentessa del club scolastico dedicato alle AiPri. Assieme a Mitsuki forma il duo "POPPIN' DREAMIN'" e con Mitsuki e Tsumugi forma il trio "Secret Friends∞". Il suo brand preferito è Poppin' Heart e il suo colore è il rosa latte. È nata il 18 agosto, gruppo sanguigno O, il suo cibo preferito è il sushi al salmone.
Mitsuki Hoshikawa (星川 みつき?, Hoshikawa Mitsuki)
Doppiata da: Sae Hiratsuka (ed. giapponese)
Protagonista della serie assieme alla migliore amica Himari, durante la prima stagione frequenta la prima media all'Accademia Privata Paradise, per poi passare in seconda durante la seconda stagione. Ha un carattere spigliato e composto, sa suonare il pianoforte e cucinare dolci. Condivide la stanza del dormitorio dell'accademia con Himari, che conosce sin da quando erano piccole. Non le piacciono i fantasmi e si impaurisce quando ne sente parlare. Inizialmente è conosciuta in AiPri Verse con il soprannome di Mii-chan (ミーちゃん?, Mī-chan) e presenta diversi programmi di intrattenimento. Alla fine della prima stagione diventa una Star AiPri e una Princess AiPri assieme ad Himari. Con Himari e Chii condivide la carica di presidentessa del club scolastico dedicato alle AiPri. Assieme a Himari forma il duo "POPPIN' DREAMIN'" e con Himari e Tsumugi forma il trio "Secret Friends∞". Il suo brand preferito è Miracle Moon e il suo colore è il blu latte. È nata il 12 settembre, gruppo sanguigno A, il suo cibo preferito è il riso al curry.
Tsumugi Suzukaze (鈴風 つむぎ?, Suzukaze Tsumugi) / Mugi (ムギちゃん?, Mugi-chan)
Doppiata da: Yurika Kubo (ed. giapponese)
È una ragazza misteriosa che Himari e Mitsuki incontrano nel mondo di AiPri Verse. Sembra conoscere Himari da molto tempo ed è una sua grande fan. In realtà si tratta di un'intelligenza artificiale, inserita alcuni anni prima dal padre di Himari nella sua coniglietta di pezza del personaggio "Principessa Coniglietta" (「プリウサ」?, "PuriUsa"), che era molto popolare quando lei era più piccola. Quando Himari ricorda la promessa fatta a Mugi di diventare delle principesse, Tsumugi si trasforma nella forma Principessa AiPri per donare coraggio a tutte le sue amiche. Assieme a Himari e a Mitsuki forma il trio "Secret Friends∞". Il suo brand preferito è Flower March e il suo colore è il giallo latte. È nata il 25 dicembre, il suo cibo preferito sono le banane.
Sakura Ichijoji (一条寺 サクラ?, Ichijōji Sakura)
Doppiata da: Yuriko Hibi (ed. giapponese)
È una studentessa al secondo anno di scuola media presso l'Accademia Privata Paradise e l'ammirata e meticolosa presidentessa del consiglio studentesco. È competitiva e, data la sua grande curiosità, ama gettarsi a capofitto in tutto ciò che le suscita interesse. È brava a giocare a scacchi. Nella seconda stagione lascia il suo incarico di presidentessa del consiglio studentesco per compiere un viaggio studio all'estero con le altre tre compagne. Assieme a Tamaki forma il duo "Ruby=Lazuli", mentre con Tamaki, Airi e Rinrin forma il quartetto "Quartet STAR". Il suo brand preferito è Scarlet Butterfly e il suo colore è il rosso rubino. È nata il 25 marzo, gruppo sanguigno B, il suo cibo preferito è il budino, il suo simbolo nelle "Quartet STAR" è il seme di Cuori.
Tamaki Nikaido (ニ階堂 タマキ?, Nikaidō Tamaki)
Doppiata da: Anna Suzuki (ed. giapponese)
È una studentessa al secondo anno di scuola media presso l'Accademia Privata Paradise e vice presidentessa del consiglio studentesco, nonché braccio destro di Sakura. È calma e elegante, ama le cose belle e carine ed è considerata la fashion leader della scuola. Nella seconda stagione lascia il suo incarico di vice presidentessa del consiglio studentesco per compiere un viaggio studio all'estero con le altre tre compagne.  Assieme a Sakura forma il duo "Ruby=Lazuli", mentre con Sakura, Airi e Rinrin forma il quartetto "Quartet STAR". Il suo brand preferito è Rosession e il suo colore è il blu reale. È nata il 2 febbraio, gruppo sanguigno B, il suo cibo preferito è la torta alle fragole, il suo simbolo nelle "Quartet STAR" è il seme di Picche.
Airi Mitsuba (三ツ葉 アイリ?, Mitsuba Airi)
Doppiata da: Sora Tokui (ed. giapponese)
È una studentessa al secondo anno di scuola media presso l'Accademia Privata Paradise e tesoriera del consiglio studentesco, per il quale cerca sempre le migliori offerte. È una ragazza piena di energie che ama far ridere le persone. Grazie alla sua passione per la programmazione sa creare molti gadget funzionali. Nella seconda stagione lascia il suo incarico di tesoriera del consiglio studentesco per compiere un viaggio studio all'estero con le altre tre compagne. Assieme a Rinrin forma il duo "AISMIRIN'", mentre con Sakura, Tamaki e Rinrin forma il quartetto "Quartet STAR". Il suo brand preferito è RAINBOW CANDY e il suo colore è il verde fresco. È nata il 31 ottobre, gruppo sanguigno AB, i suoi cibi preferiti sono le caramelle dai gusti particolari e i takoyaki, il suo simbolo nelle "Quartet STAR" è il seme di Quadri.
Rinrin Shinomiya (四之宮 リンリン?, Shinomiya Rinrin)
Doppiata da: Misaki Watada (ed. giapponese)
È una studentessa al secondo anno di scuola media presso l'Accademia Privata Paradise e segretaria del consiglio studentesco. La sua più grande passione è la raccolta di dati e diventa particolarmente felice quando vede una trafila ben ordinata di numeri. Di solito è fin troppo onesta e dice di essere capace di leggere il futuro delle persone, nonostante non sia perfettamente sicura della veridicità delle sue previsioni. Nella seconda stagione lascia il suo incarico di segretaria del consiglio studentesco per compiere un viaggio studio all'estero con le altre tre compagne. Assieme ad Airi forma il duo "AISMIRIN'", mentre con Sakura, Tamaki e Airi forma il quartetto "Quartet STAR". Il suo brand preferito è Bear Bear Bear e il suo colore è l'arancione vivido. È nata il 27 settembre, gruppo sanguigno AB, il suo cibo preferito è l'hamburger, il suo simbolo nelle "Quartet STAR" è il seme di Fiori.
Chii Mamiya (真実夜 チィ?, Mamiya Chii)
Doppiata da: You Taichi (ed. giapponese)
È una studentessa dell'Accademia Privata Paradise. Durante la prima stagione frequenta la prima media, per poi passare in seconda durante la seconda stagione e diventare la nuova presidentessa del consiglio studentesco dopo Sakura. Ha un'alta autostima e odia perdere. È una compagna di classe di Himari e conosce molto bene tutto ciò che riguarda AiPri Verse. Il suo talento è saper suonare la chitarra ed è una grande appassionata di musica rock. Con Himari e Mitsuki condivide la carica di presidentessa del club scolastico dedicato alle AiPri. Il suo brand preferito è Love My Music e il suo colore è il viola pastello. È nata il 24 novembre, gruppo sanguigno O, il suo cibo preferito è il ramen.
Ring Clover (リング・クロバー?, Ringu Kurobā)
Doppiata da: Eri Kitamura (ed. giapponese)
Debutta nella seconda stagione, è la misteriosa principessa del palazzo che appare improvvisamente nell'AiPri Verse. Organizza l'AiPri Contest e sembra conoscere il segreto che si nasconde dietro le trasformazioni Viralium Change. Il suo brand preferito è Princess Ring e il suo colore è il bianco eterno.
Juria Igarashi (五十嵐 じゅりあ?, Igarashi Juria)
Doppiata da: Rio Tsuchiya (ed. giapponese)
Debutta nella seconda stagione e frequenta la prima media all'Accademia Privata Paradise. È una ragazza amichevole e vivace che in poco tempo ha attirato molta attenzione su di sé come modella AiPri. Ama i servizi fotografici e la sua specialità è assumere espressioni carismatiche. Non è una grande lettrice e se una frase è più lunga di tre righe si rifiuta di leggerla. Inizialmente non va d'accordo con Elle, la sua compagna di stanza, anche se per lei nutre molto affetto. È solita creare giochi di parole con la parola "Virale" (「バズ」?, "Bazu") quando parla. Assieme a Elle forma il duo "Love JurieL". Il suo brand preferito è Cutie Carat e il suo colore è l'oro brillante. È nata il 18 aprile, gruppo sanguigno O, il suo cibo preferito è il karaage.
Elle Rokudo (六堂 える?, Rokudō Eru)
Doppiata da: Rina Kawaguchi (ed. giapponese)
Debutta nella seconda stagione e frequenta la prima media all'Accademia Privata Paradise. Attenta e calma, è segretamente una scrittrice popolare su AiPrigram. Porta sempre con sé dei quaderni sui quali annota ciò che vede intorno per poter scrivere nuove storie. Ama leggere e la sua scrivania è sempre colma di libri. Inizialmente non sopporta Juria, la sua compagna di stanza, per via dei loro caratteri diversi, nonostante sembra volerle segretamente molto bene; tuttavia Elle scoprirà presto che l'amica è in realtà la stessa AiPri per cui aveva scritto un romanzo e diverse canzoni e le due cominceranno a diventare più unite. Assieme a Juria forma il duo "Love JurieL". Il suo brand preferito è Cutie Carat e il suo colore è l'argento brillante. È nata il 18 maggio, gruppo sanguigno AB, il suo cibo preferito sono le patate fritte.
Subaru Nanaura (七浦 すばる?, Nanaura Subaru)
Doppiato da: Tatsuyaki Kobayashi (ed. giapponese)
Debutta nella seconda stagione, è un AiPri molto popolare. Prodotto dalla sorella maggiore Oto P, assume in pubblico il carattere di un principe affascinante grazie alla sua guida. In realtà ha un carattere introverso e all'apparenza freddo, e ha segretamente paura delle rane. È bravo a giocare a calcio e ama collezionare pupazzi carini. Per poter trovare la sua vera personalità decide di trasferirsi all'Accademia Paradise come studente del primo anno, distanziandosi da Otome. Assieme a Otome forma il duo "Jumping Rocket". Il suo brand preferito è Future School e il suo colore è il blu marino freddo. È nato il 29 giugno, gruppo sanguigno B, il suo cibo preferito sono i tamagoyaki.
Otome Nanaura (七浦 おとめ?, Nanaura Otome)
Doppiata da: Kirara Ōmori (ed. giapponese)
Debutta nella seconda stagione, è la produttrice di suo fratello minore, Subaru, ed è conosciuta a tutti con il soprannome di Oto P (おとＰ?). Il suo obiettivo più grande è quello di produrre al meglio Subaru come AiPri e, per motivi sconosciuti, non ha mai fatto il suo debutto. Conosce molti fatti curiosi sulle cose adorabili. Dopo il trasferimento di Subaru all'Accademia Paradise decide di iscriversi anch'essa come studentessa del secondo anno per poter stare più vicina al fratello. Assieme a Subaru forma il duo "Jumping Rocket". Il suo brand preferito è Future School e il suo colore è il rosa femminile. È nata il 7 luglio, gruppo sanguigno A, il suo cibo preferito è la cioccolata.
Vivi Hachioji (八王子 ビビ?, Hachiōji Bibi)
Doppiata da: Momoka Terasawa (ed. giapponese)
Debutta nella seconda stagione e frequenta la prima media all'Accademia Privata Paradise. Ama molto gli animali e spesso le capita, mentre parla, di inserire il verso di un animale alla fine delle frasi. Ammira molto Chii e desidera diventare una AiPri esattamente come lei. Il suo brand preferito è Love My Music e il suo colore è il rosso caldo. È nata il 31 agosto, gruppo sanguigno A, il suo cibo preferito sono gli spaghetti con la salsa naporitan.

### Altri personaggi
Meganee Akai (赤井 めが姉ぇ?, Akai Meganee)
Doppiata da: Kanae Itō (ed. giapponese)
È la signorina di supporto che aiuta le aspiranti idol nel mondo di AiPri Verse facendo loro da consulente per il trucco e i coordinati.
Imuu (アイムゥ?, Aimuu)
Doppiati da: Yurika Kubo (Imuu di Himari), Anna Suzuki (Imuu di Mitsuki), Sora Tokui (Imuu di Tsumugi), Misaki Watada (Imuu di Chii), You Taichi (Imuu di Sakura), Sae Hiratsuka (Imuu di Tamaki), Minori Fujidera (Imuu di Airi), Yuriko Hibi (Imuu di Rinrin) (ed. giapponese)
Sono delle mascot con intelligenza artificiale che affiancano le idol nel mondo di AiPri. Hanno la forma di una coppetta di gelato e ognuna di loro ha una diversa personalità.
Shitsumuu (シツムゥ?, Shitsumuu)
Doppiato da: Kazuki Souya (ed. giapponese)
È l'Imuu di Ring e il suo maggiordomo.
MC Imuu (ＭＣ アイムゥ?, MC Aimuu)
Doppiato da: Shotaro Morikubo (ed. giapponese)
È un Imuu che funge da presentatore per la popolare trasmissione "AiPri Birthday" (「アイプリバースデー」?, "AiPuri Bāsudē"). Durante le esibizioni incita il pubblico e le AiPri.
Spicy P (スパイシーＰ?, Supaishī P)
Doppiata da: Riho Sugiyama (ed. giapponese)
È una giudice della trasmissione AiPri Birthday. È calma, composta e teorica.
Miss Macaron (ミズ･マカロン?, Mizu Makaron)
Doppiata da: Kanna Nakamura (ed. giapponese)
È una giudice della trasmissione AiPri Birthday. È una donna emotiva che scoppia spesso a piangere.
DJ Hot (ＤＪホット?, DJ Hotto)
Doppiato da: Kazumasa Nakamura (ed. giapponese)
È un giudice della trasmissione AiPri Birthday. Ha una personalità eccentrica e sensuale.
Victoria Oosuga (大須賀 ヴィクトリア?, Oosuga Bikutoria)
Doppiata da: Shizuka Ishigami (ed. giapponese)
È la preside dell'Accademia Privata Paradise. In passato, dopo aver fatto parte del duo di AiPri "Bicolor Rose" assieme a Patricia, ha rinunciato al suo sogno di diventare una Star AiPri per via di un malinteso, cominciando ad odiare le AiPri. Dopo aver scoperto l'identità segreta di Himari ha bandito qualsiasi cosa riguardante AiPri in tutta la scuola, dando la possibilità a Sakura di ricredersi solo se Himari le avesse dimostrato il vero valore dell'amicizia nelle AiPri. Grazie al live di Himari e Mitsuki e alle parole di Patricia riuscirà a lasciare il suo passato alle spalle e diverrà la fan numero uno di Himari e Mitsuki.
Patricia Nonose (野乃瀬 パトリシア?, Nonose Patorishia)
Doppiata da: Kiyono Yasuno (ed. giapponese)
È la responsabile dei dormitori dell'Accademia Privata Paradise. In passato, dopo aver fatto parte del duo di AiPri "Bicolor Rose" assieme a Victoria, ha rinunciato al suo sogno di diventare una Star AiPri per via di un malinteso.
Shouma Sarashina (更科 しょうま?, Sarashina Shouma)
Doppiato da: Kouji Yusa (ed. giapponese)
È l'insegnante della classe di Himari e Mitsuki.
Wako (わこ?, Wako)
Doppiata da: Nagisa Saitō (ed. giapponese)
È un'insegnante dell'Accademia Privata Paradise. Debutta nella seconda stagione.
Yuko Hanazono (花園 結心?, Hanazono Yuko)
Doppiata da: Minori Suzuki (ed. giapponese)
È la solitaria compagna di classe di Himari e Mitsuki. È conosciuta su internet per i suoi disegni sulle AiPri Himari e Mitsuki sotto il nome di Yukosai Katsushika (葛飾 ユコサイ?, Kasushika Yukosai), poiché l'artista che ammira di più è Katsushika Hokusai. Il suo segreto viene scoperto proprio dalle due quando Himari viene incaricata di progettare il giornalino scolastico con Yuko. Grazie al supporto di Himari e Mitsuki, però, Yuko sentirà di avere finalmente delle amiche e diverrà designer per il negozio Prism Stone grazie alla promozione dei suoi disegni fatta da Himari a Meganee.
Kaoru Amou (天羽 かおる?, Amou Kaoru), Mei Ogawa (小川 めい?, Ogawa Mei), Nozomi Kagura (神楽 のぞみ?, Kagura Nozomi), Ritsu Kirishima (霧島 律?, Kirishima Ritsu), Ryouta Kyougoku (京極 諒太?, Kyougoku Ryouta), Nanami Sasaki (佐々木 ななみ?, Sasaki Nanami) & Soushi Nomura (野村 蒼士?, Nomura Soushi)
Doppiati da: Emiri Iwai, Yuuri Fujishiro, Daishi Kajita, Toshiki Kumagai, Aoi Inase e Kentaro Mashiro (ed. giapponese)
Sono alcuni compagni di classe di Himari e Mitsuki.
Yuuma (ゆうま?, Yuuma)
Doppiato da: Shizuka Ishigami (ed. giapponese)
È un bambino che frequenta l'Accademia Privata Paradise.
Hinano Aozora (青空 ひなの?, Aozora Hinano)
Doppiata da: Kanna Asumi (ed. giapponese)
È la madre di Himari.
Tomoki Aozora (青空 友希?, Aozora Tomoki)
Doppiato da: Shinya Takahashi (ed. giapponese)
È il padre di Himari. È un ingegnere dell'AiPri Verse.
Hinata Aozora (青空 ひなた?, Aozora Hinata)
Doppiato da: Hiiro Ishibashi (ed. giapponese)
È il fratello maggiore di Himari. Anche lui frequenta l'Accademia Privata Paradise ed è in classe con Yakumo, suo amico.
Hiiro Aozora (青空 ひいろ?, Aozora Hiiro)
Doppiata da: Machico (ed. giapponese)
È la sorella minore di Himari. È una grande fan di Mitsuki.
Fuku (フク?, Fuku)
Doppiata da: Machico (ed. giapponese)
È il cagnolino della famiglia di Himari.
Yakumo Hoshikawa (星川 八雲?, Hoshikawa Yakumo)
Doppiato da: Atsushi Tamaru (ed. giapponese)
È il fratello maggiore di Mitsuki. Anche lui frequenta l'Accademia Privata Paradise ed è in classe con Hinata, suo amico.
Kokoro Hoshikawa (星川 意?, Hoshikawa Kokoro)
Doppiata da: Ai Orikasa (ed. giapponese)
È la nonna di Mitsuki. È a conoscenza che la nipote è una AiPri.
Seiun Hoshikawa (星川 星雲?, Hoshikawa Seiun)
Doppiato da: Naoya Uchida (ed. giapponese)
È il nonno di Mitsuki.
Comet (コメット?, Kometto)
Doppiata da: Sae Hiratsuka (ed. giapponese)
È la gatta della famiglia di Mitsuki.
Love (ラブ?, Rabu) & Berry (ベリー?, Berī)
Doppiate da: Hiromi Konno e Hisayo Yanai (ed. giapponese)
Sono due ragazze amanti della moda che un giorno arrivano nell'AiPri Verse e diventano amiche di Himari e delle altre. In realtà sono due streghe, studentesse di un'accademia di moda magica, e utilizzano delle carte per indossare abiti e acconciature. Love ama gli abiti carini mentre Berry ama la moda di tendenza.
Sono state le protagoniste di una serie di videogiochi arcade omonimi creati dalla Sega a metà degli anni 2000.
Kahochī (かほちー?, Kahochī), Ato (あと?, Ato) & Wakana (わかな?, Wakana)
Doppiate da: Kaho Uesugi, Ato Nishina e Wakana Ohara (ed. giapponese)
Sono tre ragazze che compaiono nell'AiPri Verse e che spesso sfidano Himari e le altre.
Sono doppiate e basate sull'aspetto delle tre ragazze che compongono il gruppo AiPri Tu~be (アイプリちゅ〜ぶ?, AiPuri Chu~bu) del canale YouTube ufficiale delle Pretty Series.

## Anime

### Episodi
Questa lista è suscettibile di variazioni e potrebbe essere incompleta o non aggiornata.

| Nº                          | Titolo italiano (traduzione letterale) Giapponese 「Kanji」 - Rōmaji                                                          | In onda           | In onda |
| Nº                          | Titolo italiano (traduzione letterale) Giapponese 「Kanji」 - Rōmaji                                                          | Giapponese        |         |
| Prima stagione (51 episodi) | |                   |         |
| 1                           | Il debutto da Idol Princess di Himari! 「ひまりのアイプリデビュー！」 - Himari no AiPuri debyū!                               | 7 aprile 2024     |         |
| 2                           | La promessa segreta di Mitsuki 「みつきのひみつの約束」 - Mitsuki no himitsu no yakusoku                                      | 14 aprile 2024    |         |
| 3                           | Le lezioni segrete del consiglio studentesco 「生徒会のひみつのレッスン」 - Seito kai no himitsu no ressun                    | 21 aprile 2024    |         |
| 4                           | Che batticuore! La prima visita dei genitori 「ドキドキ！初めての参観日」 - Dokidoki! Hajimete no sankanbi                    | 28 aprile 2024    |         |
| 5                           | Sfida a chi fa brillare la scuola ☆ 「ピカピカ☆おそうじ対決」 - Pikapika ☆ Osōji taiketsu                                     | 5 maggio 2024     |         |
| 6                           | Partecipazione all'AiPri Grand Prix! 「挑戦！アイプリグランプリ」 - Chōsen! AiPuri Guran Puri                                 | 12 maggio 2024    |         |
| 7                           | Il segreto di Victoria 「ヴィクトリアのひみつ」 - Bikutoria no himitsu                                                        | 19 maggio 2024    |         |
| 8                           | Il segreto della compagna di classe 「クラスメイトのひみつ」 - Kurasumeito no himitsu                                         | 26 maggio 2024    |         |
| 9                           | Nasce la squadra di detective AiPri! 「結成！アイプリ探偵団」 - Kessei! AiPuri tanteidan                                      | 2 giugno 2024     |         |
| 10                          | Arriva la rivale di Mitsuki! 「みつきのライバル登場！」 - Mitsuki no raibaru tōjō!                                            | 9 giugno 2024     |         |
| 11                          | La grande ricerca segreta del gattone 「ねこねこ！ひみつの大捜案」 - Nekoneko! Himitsu no dai souan                           | 16 giugno 2024    |         |
| 12                          | Il segreto dell'AiPri Verse 「アイプリバースのひみつ」 - AiPuri Bāsu no himitsu                                               | 23 giugno 2024    |         |
| 13                          | L'Outfit Grand Prix della passione 「情熱のグランプリコーデ」 - Jounetsu no Guran Puri Kōde                                   | 30 giugno 2024    |         |
| 14                          | Fà che il live segreto la raggiunga! 「とどけ！ひみつのライブ」 - Todoke! Himitsu no raibu                                    | 7 luglio 2024     |         |
| 15                          | Punta alla vittoria del Grand Prix! 「めざせ! グランプリ優勝」 - Mezase! Guran Puri yūshō                                     | 14 luglio 2024    |         |
| 16                          | Himari, Mitsuki e Tsumugi 「ひまりとみつきとつむぎ」 - Himari to Mitsuki to Tsumugi                                           | 21 luglio 2024    |         |
| 17                          | Il segreto delle AISMIRIN' 「アイスマイリンのひみつ」 - Aisumairin no himitsu                                                 | 28 luglio 2024    |         |
| 18                          | L'esame di promozione di Himari 「ひまりの卒業試験」 - Himari no sotsugyō shiken                                              | 4 agosto 2024     |         |
| 19                          | Trova la polvere di stelle della sirena! 「さがせ！人魚の星くず」 - Sagase! Ningyo no hoshikuzu                               | 11 agosto 2024    |         |
| 20                          | Il segreto di Himari 「ひまりのひみつ」 - Himari no himitsu                                                                   | 18 agosto 2024    |         |
| 21                          | L'isola deserta segreta / AiPri Summer Fest 「ひみつの無人島/アイプリ・サマーフェス」 - Himitsu no mujintō / AiPuri Samā Fesu | 25 agosto 2024    |         |
| 22                          | Corri! Il suo primo amore 「あしれ！あの子の初恋」 - Ashire! Anoko no hatsukoi                                                | 1º settembre 2024 |         |
| 23                          | L'adorabile collezione autunnale 「秋の力ワイイコレクション」 - Aki no chikara kawaii korekushon                              | 8 settembre 2024  |         |
| 24                          | Il segreto dell'Outfit Grand Prix 「グランプリコーデのひみつ」 - Guran Puri Kōde no himitsu                                   | 15 settembre 2024 |         |
| 25                          | Il segreto della nascita del consiglio studentesco 「生徒会誕生のひみつ」 - Seitokai tanjō no himitsu                         | 22 settembre 2024 |         |
| 26                          | We are Quartet STAR! 「Ｗｅ ａｒｅ カルテットスター！」 - We are Karutetto Sutā!                                              | 29 settembre 2024 |         |
| 27                          | Il segreto delle streghe alla moda 「ひみつのオシャレ魔女」 - Himitsu no oshare majo                                          | 6 ottobre 2024    |         |
| 28                          | Una soffice esperienza lavorativa ♪ 「ふわふわ♪ お仕事体験」 - Fuwafuwa♪ oshigoto taiken                                      | 13 ottobre 2024   |         |
| 29                          | Scambio di fratelli 「おニィちゃん交換」 - Onii-chan kōkan                                                                    | 20 ottobre 2024   |         |
| 30                          | Miracle!? Halloween 「ミラクル！？ハロウィン」 - Mirakuru!? Harouin                                                           | 27 ottobre 2024   |         |
| 31                          | La prima stella della promessa 「やくそくの一番星」 - Yakusoku no ichiban boshi                                               | 3 novembre 2024   |         |
| 32                          | Acchiapparello con gli Imuu 「アイムゥとおにごっこ」 - Aimuu to onigokko                                                      | 10 novembre 2024  |         |
| 33                          | Tumulto all'AiPri Grand Prix 「波乱のアイプリグランプリ」 - Haran no AiPuri Guran Puri                                        | 17 novembre 2024  |         |
| 34                          | Parole di luce 「ヒカリノコトバ」 - Hikari no kotoba                                                                          | 24 novembre 2024  |         |
| 35                          | Il segreto di Suzukaze Tsumugi 「鈴風つむぎのひみつ」 - Suzukaze Tsumugi no himitsu                                           | 1º dicembre 2024  |         |
| 36                          | Il segreto della principessa coniglietta 「ひみつのプリうさ」 - Himitsu no PuriUsa                                            | 8 dicembre 2024   |         |
| 37                          | Riuscirò a saltare la cavallina? 「跳び箱飛べるかな？」 - Tobibako toberu kana?                                               | 15 dicembre 2024  |         |
| 38                          | Il bianco Natale di Mitsuki 「みつきのホワイトクリスマス」 - Mitsuki no Howaito Kurisumasu                                    | 22 dicembre 2024  |         |
| 39                          | Un nuovo passo per Himari! 「ひまり新たなステップ！」 - Himari aratana suteppu!                                               | 5 gennaio 2025    |         |
| 40                          | La prima stella della notte 「闇夜の一番星」 - Yamiyo no ichiban boshi                                                        | 12 gennaio 2025   |         |
| 41                          | L'imbattibile stella oscura 「最強のダークスター」 - Saikyō no dāku sutā                                                      | 19 gennaio 2025   |         |
| 42                          | Riprendiamoci l'AiPri Verse 「アイプリバースをとりもどせ」 - AiPuri Bāsu wo torimodose                                        | 26 gennaio 2025   |         |
| 43                          | Dark Quartet STAR 「ダークカルテットスター」 - Dāku Karutetto Sutā                                                            | 2 febbraio 2025   |         |
| 44                          | San Valentino e la principessa coniglietta 「バレンタインとプリうさ姫」 - Barentain to PuriUsa hime                           | 9 febbraio 2025   |         |
| 45                          | Salvate Tsumugi! 「つむぎちゃんを救え！」 - Tsumugi-chan wo sukue!                                                            | 16 febbraio 2025  |         |
| 46                          | I sentimenti di Tsumugi risuonano 「響く、つむぎの想い」 - Hibiku, Tsumugi no omoi                                            | 23 febbraio 2025  |         |
| 47                          | Che la nostra canzone raggiunga Tsumugi 「つむぎに届け、みんなの歌」 - Tsumugi ni todoke, minna no uta                        | 2 marzo 2025      |         |
| 48                          | Le principesse segrete 「ひみつのプリンセス」 - Himitsu no purinsesu                                                          | 9 marzo 2025      |         |
| 49                          | Inizia il Final Grand Prix 「ファイナルグランプリ開幕」 - Fainaru Guran Puri kaimaku                                          | 16 marzo 2025     |         |
| 50                          | Il nostro Grand Prix 「わたしたちのグランプリ」 - Watashitachi no Guran Puri                                                  | 23 marzo 2025     |         |
| 51                          | La sfavillante Star AiPri 「キラキラのスターアイプリ」 - Kirakira no Sutā AiPuri                                              | 30 marzo 2025     |         |
| Seconda stagione            | |                   |         |
| 52                          | Nuovi entusiasmanti incontri 「ときめき☆あたらしい出会い」 - Tokimeki☆atarashī deai                                           | 6 aprile 2025     |         |
| 53                          | Il segreto di Juria 「じゅりあのひみつ」 - Juria no himitsu                                                                   | 13 aprile 2025    |         |
| 54                          | Il segreto di Elle 「えるのひみつ」 - Eru no himitsu                                                                          | 20 aprile 2025    |         |
| 55                          | Sfida di pulizia! 「対決！クリーニングマッチ」 - Taiketsu! Kurīningu macchi                                                   | 27 aprile 2025    |         |
| 56                          | L'AiPri Contest segreto 「ひみつのアイプリコンテスト」 - Himitsu no AiPuri Kontesuto                                          | 4 maggio 2025     |         |
| 57                          | Loro due dopo la pioggia 「雨上がりのふたり」 - Ameagari no futari                                                            | 11 maggio 2025    |         |
| 58                          | Inizia l'AiPri Contest! 「アイプリコンテスト開幕！」 - AiPuri Kontesuto kaimaku!                                              | 18 maggio 2025    |         |
| 59                          | Arriva la principessa Ring 「リング姫、登場」 - Ringu hime, tōjō                                                              | 25 maggio 2025    |         |
| 60                          | Lo studente trasferito di cui si vocifera 「うわさの転校生」 - Uwasa no tenkōsei                                              | 1° giugno 2025    |         |
| 61                          | Un solo segreto 「たったひとつのひみつ」 - Tatta hitotsu no himitsu                                                           | 8 giugno 2025     |         |
| 62                          | La produzione di Otome 「おとめのプロヂュース」 - Otome no purodyūsu                                                          | 15 giugno 2025    |         |
| 63                          | Vola! Jumping Rocket 「とべ！ジャンピンロケット」 - Tobe! Janpin Roketto                                                      | 22 giugno 2025    |         |
| 64                          | Sono arrivate My Melody e Kuromi 「マイメロディとクロミがやってきた」 - Mai Merodi to Kuromi ga yattekita                     | 29 giugno 2025    |         |
| 65                          | Il sorriso degli amici 「おともだちのえがお」 - Otomodachi no egao                                                            | 6 luglio 2025     |         |
| 66                          | Un grande raduno di Aimuu! 「アイムゥ大集合！」 - Aimuu dai shūgō!                                                            | 13 luglio 2025    |         |
| 67                          | Il secondo AiPri Contest 「第２回アイプリコンテスト」 - Dai 2-kai AiPuri Kontesuto                                            | 20 luglio 2025    |         |
| 68                          | Mitsuki e l'inizio dell'estate 「みつきと夏のはじまり」 - Mitsuki to natsu no hajimari                                        | 27 luglio 2025    |         |
| 69                          | Chi vuole una delichiiosa granita? 「おいチィかき氷はいかが？」 - Oichii kakigōri wa ikaga?                                   | 3 agosto 2025     |         |
| 70                          | Tsumugi e il festival estivo 「つむぎとサマーフェス」 - Tsumugi to samā fesu                                                  | 10 agosto 2025    |         |
| 71                          | Vivi è l'apprendista numero uno di Chii 「ビビはチィの一番弟子」 - Bibi wa Chii no ichiban deshi                              | 17 agosto 2025    |         |
| 72                          | Una seria battaglia! Vivi VS Chii 「真剣勝負！ビビＶＳチィ」 - Shinken shōbu! Bibi VS Chii                                    | 24 agosto 2025    |         |

### Colonna sonora
Sigle di apertura
- Zenryoku Joshi Kakumei! (ぜんりょくじょしかくめい！?), di PMaru-sama (ep. 1-30)
- Icchokusen Daisakusen! (いっちょくせんだいさくせん！?), di PMaru-sama (ep. 31-51)
- Ring Ring Ring feat. Himari (Ｒｉｎｇ Ｒｉｎｇ Ｒｉｎｇ ｆｅａｔ. ひまり?), di PMaru-sama e Himari Aozora (Minori Fujidera) (ep. 52-)

Sigle di chiusura
- Himitsu Dakedone (ひみつだけどね?), di Himari Aozora (Minori Fujidera) e Mitsuki Hoshikawa (Sae Hiratsuka) (ep. 1-30)
- AiPri Verse In! (アイプリバースイン！?), di Himari Aozora (Minori Fujidera) e Mitsuki Hoshikawa (Sae Hiratsuka) (ep. 31-51)
- Himitsu no FuFuFu (ひみつのふふふ?), di Cho Tokimeki Sendenbu (ep. 52-)

Insert songs
- P.O.P.P.Y, di Himari Aozora (Minori Fujidera) (ep. 1, 3, 5, 6, 8, 9, 12-13, 20, 33, 38, 50-51)
- Secret Dream (シクレット・ドリーム?), di Mitsuki Hoshikawa (Sae Hiratsuka) (ep. 1-2, 4, 7, 10, 11-12, 24, 47, 49-51, 61)
- Stand Get Up, di Sakura Ichijoji (Yuriko Hibi) e Tamaki Nikaido (Anna Suzuki) (ep. 6, 12-13, 15, 21, 24, 49-50)
- Muteki DUO Energy (ムテキＤＵＯエナジー?), di Himari Aozora (Minori Fujidera) e Mitsuki Hoshikawa (Sae Hiratsuka) (ep. 7, 12, 15, 29, 37, 43-44)
- GIRA GIRA STAR, di Chii Mamiya (You Taichi) (ep. 2, 9, 26, 30, 32, 35, 45, 47, 49-50, 56, 63-64, 69-70)
- GIRA GIRA STAR, di Dark Chii (You Taichi) (ep. 41-42, 45)
- Parole di Luce (ヒカリノコトバ?, Hikari no Kotoba), di Tsumugi Suzukaze (Yurika Kubo) (ep. 9, 10, 12, 14, 24, 34-35, 46, 50)
- We're The World, di Himari Aozora (Minori Fujidera), Mitsuki Hoshikawa (Sae Hiratsuka) e Tsumugi Suzukaze (Yurika Kubo) (ep. 16, 18-19, 22, 24, 26-27, 30, 32, 35, 44, 70)
- Never Give Up Lover (ネバーギバラバー?), di Airi Mitsuba (Sora Tokui) e Rinrin Shinomiya (Misaki Watada) (ep. 17, 21, 23, 24, 44, 49-50)
- Perfect☆STARs, di Sakura Ichijoji (Yuriko Hibi), Tamaki Nikaido (Anna Suzuki), Airi Mitsuba (Sora Tokui) e Rinrin Shinomiya (Misaki Watada) (ep. 25, 26, 28, 35, 38, 42, 47)
- Kirameki no Uta (きらめきのうた?), di Tsumugi Suzukaze (Yurika Kubo) (ep. 34-36, 40, 46)
- Kirameki no Uta (きらめきのうた?), di Himari Aozora (Minori Fujidera), Mitsuki Hoshikawa (Sae Hiratsuka) e Tsumugi Suzukaze (Yurika Kubo) (ep. 48, 51)
- Pastel Step Days (パステルステップデイズ?), di Himari Aozora (Minori Fujidera) (ep. 39, 47, 63, 65-66, 68)
- New Star Joker (ニュースタージォーカー?), di Dark Sakura (Yuriko Hibi), Dark Tamaki (Anna Suzuki), Dark Airi (Sora Tokui) e Dark Rinrin (Misaki Watada) (ep. 43, 46)
- Kizuna×Link (キズナ×リンク?), di Himari Aozora (Minori Fujidera) e Mitsuki Hoshikawa (Sae Hiratsuka) (ep. 52-54, 56-60, 64, 66)
- Chō Easy Drive☆ (超 Ｅａｓｙ Ｄｒｉｖｅ☆?), di Juria Igarashi (Rio Tsuchiya) (ep. 53, 55-56)
- Watashi no Taisetsu ni Shiteta Koto (わたしの大切にしてたこと?), di Elle Rokudo (Rina Kawaguchi) (ep. 54-56)
- Tokimeki Gravity (ときめきグラビティ?), di Juria Igarashi (Rio Tsuchiya) e Elle Rokudo (Rina Kawaguchi) (ep. 57-59, 61, 63-64, 66, 70)
- Piece of Dream, di Subaru Nanaura (Tatsuyuki Kobayashi) (ep. 60, 62, 64, 66)
- Pikapika My Story (ぴかぴかマイストーリー?), di Mitsuki Hoshikawa (Sae Hiratsuka) (ep. 61-67)
- Kokoro Astronauts (ココロ・アストロノーツ?), di Subaru Nanaura (Tatsuyuki Kobayashi) e Otome Nanaura (Kirara Ōmori) (ep. 63, 65-70)
- Wild☆Star (わいるど☆すたー?), di Vivi Hachioji (Momoka Terasawa) (ep. 71)